# Oncideres ophthalmalis
Oncideres ophthalmalis är en skalbaggsart som beskrevs av Dillon 1946. Oncideres ophthalmalis ingår i släktet Oncideres och familjen långhorningar. Inga underarter finns listade i Catalogue of Life.